# Дебойска базилика
Дебойската базилика (на македонска литературна норма: Дебојска базилика) е раннохристиянска православна базилика, открита на хълма Дебой в град Охрид, югозападната част на Северна Македония.
Базиликата е разположена в Дебойския некропол - некрополът на античния Лихнида, заемащ южната част на заравненото плато на по-ниския охридски рид Дебой, източно от църквата „Света Богородица Перивлепта“ и североизточно от църквата „Св. св. Константин и Елена“. Открита е при изграждането на училището „Свети Климент Охридски“. Наосът и нартексът на базиликата имат мозаечни подове с геометрични, растителни и животински мотиви.